# Финдел
Финдел (на люксембургски: Findel) e село в Люксембург, окръг Люксембург, кантон Люксембург, община Сандвайлер.
Населението му е 103 души през 2005 година.